# Saint-André-de-Cubzac
Saint-André-de-Cubzac is een gemeente in het Franse departement Gironde (regio Nouvelle-Aquitaine). De plaats maakt deel uit van het arrondissement Blaye. Saint-André-de-Cubzac telde op 1 januari 2022 12.786 inwoners.

## Geografie
De oppervlakte van Saint-André-de-Cubzac bedroeg op 1 januari 2022 23,15 vierkante kilometer; de bevolkingsdichtheid was toen 552,3 inwoners per km².

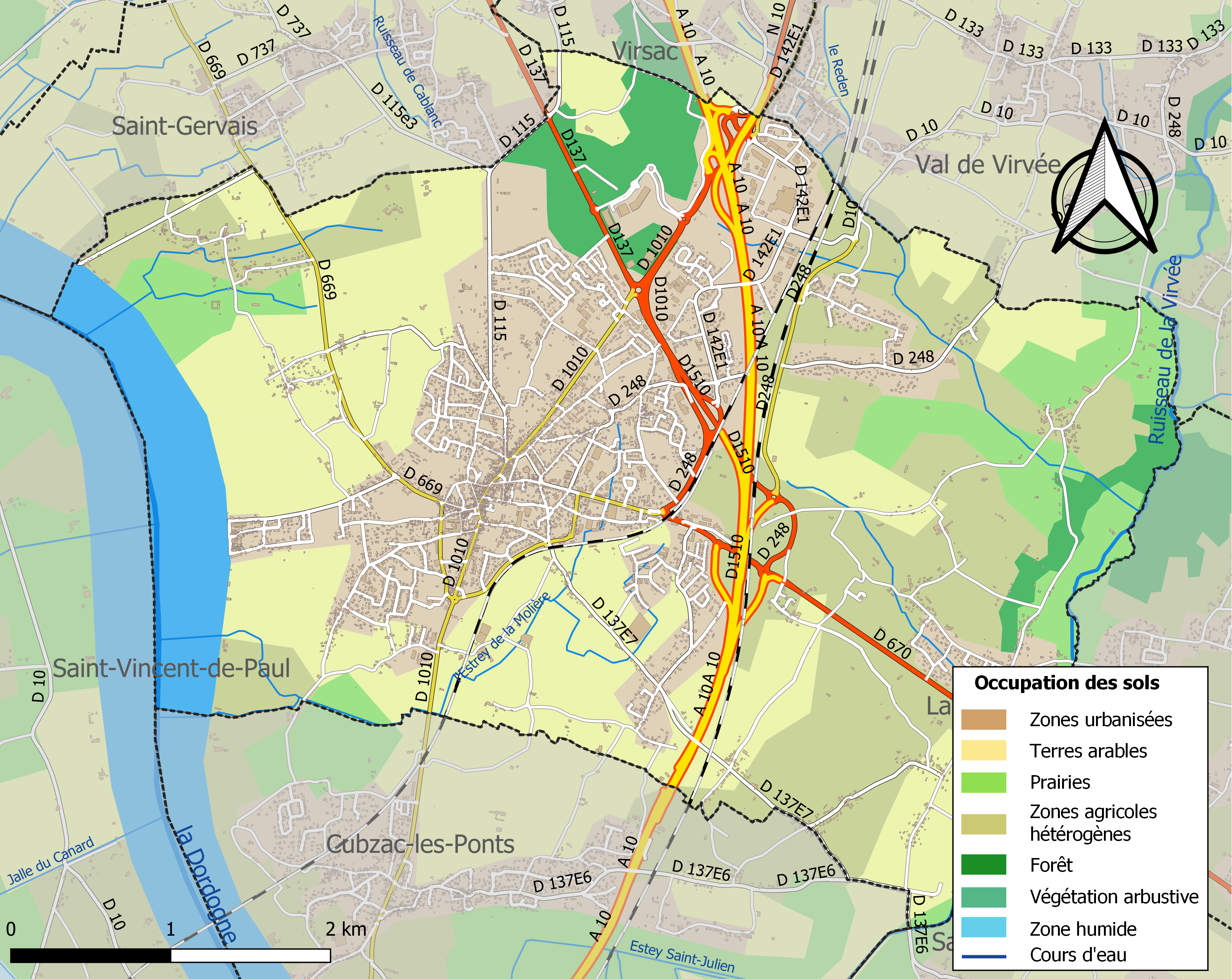
Kaart van de gemeente met belangrijkste infrastructuur, bodemgebruik en omliggende gemeenten

## Verkeer
In de gemeente ligt het spoorwegstation Saint-André-de-Cubzac.

## Demografie
Onderstaande figuur toont het verloop van het inwonertal (bron: INSEE-tellingen).

## Geboren in Saint-André-de-Cubzac
- Jacques-Yves Cousteau (1910-1997), ontdekkingsreiziger, marineofficier en onderzoeker (zee)